# Delphinium griseum
Delphinium griseum là một loài thực vật có hoa trong họ Mao lương. Loài này được Gilli mô tả khoa học đầu tiên năm 1955.